# Карлин, Андрей
Андрей Карлин (словен. Andrej Karlin; 15 ноября 1857, Австрийская империя — 6 апреля 1933, Марибор, Югославия) — католический прелат, епископ Триеста-Каподистрии с 6 февраля 1911 года по 15 декабря 1919 год, епископ Лаванта с 6 июня 1923 года по 6 апреля 1933 год.

## Биография
27 июля 1880 года Андрей Карлин был рукоположён в священника.
6 февраля 1911 года Римский папа Пий X назначил Андрея Карлина епископом Триеста-Каподистрии. 19 марта 1911 года состоялось рукоположение Андрея Карлина в епископа, которое совершил кардинал Франц Ксавер Нагль в сослужении с архиепископом Гориции и Градиски Францем Борджией Седеем, епископом Крка Антоном Магничем, епископом Любляны Антоном Бонаветурой Егличем и епископом Пореч-Пула Джованни Баттистой Флаппом.
После Первой мировой войны епархия Триеста-Каподистрии была реорганизована в согласии с границами новых государств. Территория возле города Копер была передана епархии Любляны, итальянская часть была переименована в епархию Триеста. Из-за противодействия итальянских священников Андрей Карлин подал в отставку 15 декабря 1919 года и в этот же день был назначен титулярным епископом Темисциры.
6 июня 1923 года Римский папа Пий XI назначил Андрея Карлина епископом Лаванта.
6 апреля 1933 года скончался в Мариборе.